# Fontaine-lès-Vervins
Fontaine-lès-Vervins es una comuna francesa situada en el departamento de Aisne, de la región de Alta Francia.

## Geografía
Fontaine-lès-Vervins está ubicada a 2 km al norte de Vervins.

## Demografía
| 720 | 763 | 753 | 822 | 838 | 811 | 969 | 932 |
| Para los censos de 1962 a 1999 la población legal corresponde a la población sin duplicidades (Fuente: INSEE [Consultar]) |     |     |     |     |     |     |     |